# Nikolai Shumov
Nikolai Shumov, né le 16 février 1994 à Moscou, est un coureur cycliste biélorusse.

## Palmarès
- 2011
  - 2e étape du Giro di Basilicata
- 2014
  -  Champion de Biélorussie sur route espoirs
  - 2e du championnat de Biélorussie sur route
  - 2e de la Coppa San Sabino
- 2015
  - Coppa d'Inverno
  - 2e du Gran Premio Calvatone
  - 3e du championnat de Biélorussie sur route espoirs
  - 3e de Milan-Tortone
  - 3e du Circuito Molinese
- 2016
  -  Champion de Biélorussie sur route espoirs
  - 2e du championnat de Biélorussie sur route
  - 3e de Pistoia-Fiorano
  - 3e du Mémorial Gianni Biz
  - 3e du Gran Premio Sannazzaro
- 2017
  -  Champion de Biélorussie sur route
  - Trophée de la ville de Brescia
  - 2e étape du Tour de Tenerife (contre-la-montre par équipes)
  - 2e du Mémorial Gianni Biz
  - 3e du Trophée Giacomo Larghi
  - 3e du Trofeo Sportivi di Briga
- 2018
  - 3e étape du Tour de Cartier
  - Grand Prix de Minsk
- 2019
  - Grand Prix Velo Alanya
  - Grand Prix Erciyes
  - 1re étape des Cinq anneaux de Moscou

## Classements mondiaux
| Année           | 2014 | 2015 | 2016 | 2017 | 2018 |
| --------------- | ---- | ---- | ---- | ---- | ---- |
| UCI Europe Tour | 362e | 331e | 631e | 397e | 561e |
| UCI Africa Tour |      |      |      | 207e |      |